# Mikelripsji
Mikelripsji (abchaziska: Мқьалрыҧь; georgiska: მიქელრიფში) är en ort i Gagradistriktet i Abchazien i nordvästra Georgien. Antalet invånare var 326 år 2011. Befolkningen utgörs av 94,5 % armenier, 2,1 % ryssar, 1,5 % georgier, 0,9 % abchazier, 0,6 % ukrainare och 0,3 % greker.